# SuperKaramba
SuperKaramba je programsko orodje, ki omogoča razvijanje preprostih programčkov in jih prikazuje na namizju KDE. Program je podoben Applovemu Dashboardu. Zaenkrat deluje samo na Unixu podobnih sistemih ter MacOS-u. 

## Kako deluje?
Razvijalci napišejo besedilno datoteko, da ustvarijo temo. Potem lahko napišejo še program v Pythonu s katerim temo nastavljamo.

## Možna uporaba
- Vremenske napovedi
- Nadzor nad predvajanjem MP3 datotek z XMMS ali Amarokom
- Koledariji in opozorila
- Ura
- Sistemske informacije (za CPU, internet, zasedenost trdega diska)
- Sporočilo ob prejemu nove pošte
- Pobiralnik RSS novic
- Animirane menujske vrstice
- Orodjarne
- Iskalniki

## Zgodovina
Karamba je delo Hansa Karlssona (marec 2003).  Program je postal zelo slaven, ko ga je naložil na spletno stran kde-look.org in ljudje (razvijalci) so začeli pisati teme zanj.  Pomanjkljivost Karambe je bila, da je podpirala le besedilne datoteke v formatu pseudo-xml format. Tako hitro, kot je program postal popularen je Hans zaprosil za pomoč pri izdelavi podpore za Python.
Proti koncu aprila 2003 je Adam Geitgey prevzel projekt. Dodal je podporo za programski jezik Python, zato je programu dal novo ime SuperKaramba.  Adam je ohranjal projekt »živ«, dodajal nove uporabne lastnosti in povabil nove sodelavce v aprilu 2005. Od takrat se SuperKaramba razvija zelo hitro.
SuperKaramba je sedaj del KDEja. Naslednik SuperKarambe je Plasma, privzeta namizna lupina za KDE 4.